# Avro Canada CF-105
O Avro Canada CF-105 Arrow foi um caça supersônico canadense, seu primeiro voo ocorreu em 25 de março de 1958. O projeto foi cancelado em 1959 por uma decisão controversa do governo, apenas protótipos foram fabricados. 
Com o sucesso alcançado pelo Avro CF-100 Canuck, a Avro Canada iniciou o desenvolvimento de um interceptador de alto desempenho. Durante os testes, a aeronave mostrou-se promissora, porém o desenvolvimento foi abruptamente interrompido, gerando debates e especulações até os dias de hoje.
|  |  |

Em 1961, 66 aeronaves McDonnell F-101 Voodoo fabricadas sob licença como CF-101, foram encomendadas pela Força Aérea do Canadá.